# الجبل الثلجي يولونغ
الجبل الثلجي يولونغ هو جبل ضمن سلسلة جبال صغيرة بالقرب من ليجيانج بمقاطعة يونان جنوب غرب الصين، ويعتبر من أعلى الجبال هناك حيث أن ارتفاعه يصل إلى 5.596 متر، والنظرة من أعلاه تطل على حديقة هايلونغ تان، حيث تعتبر واحدة من أجمل المناظر في الصين، ويبعد الجبل بـ 15 كيلومتر فقط عن بلدة ليجانج، وتجد عند قدم الجبل قرية مائية صغيرة.

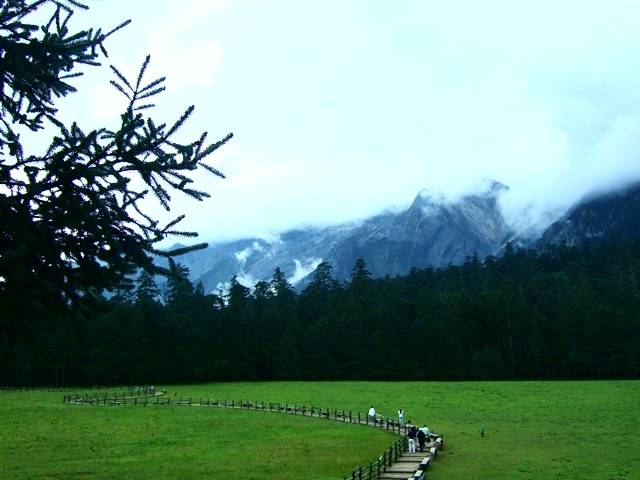
صورة للجبل الثلجي